# Burgos (Norra Ilocos)
Burgos (Bayan ng Carasi) är en kommun i Filippinerna. Kommunen ligger på ön Luzon, och tillhör provinsen Norra Ilocos. Folkmängden uppgår till 1 154 invånare.
Burgos är indelat i 3 barangayer.